# Cratere D. Brown
D. Brown è un cratere lunare di 16,12 km situato nella parte sud-orientale della faccia nascosta della Luna.